# Área metropolitana de Holland-Grand Haven
El Área Estadística Metropolitana de Holland-Grand Haven, MI MSA, como la denomina la Oficina del Censo de los Estados Unidos, es un Área Estadística Metropolitana centrada en las ciudades de Holland y Grand Haven, abarcando solo el condado de Ottawa en el estado de Míchigan, Estados Unidos. Su población según el censo de 2010 es de 263.801 habitantes, convirtiéndola en la 174.º área metropolitana más poblada de los Estados Unidos.

## Área Estadística Metropolitana Combinada
El área metropolitana de Holland-Grand Haven es parte del Área Estadística Metropolitana Combinada de Grand Rapids – Muskegon – Holland, MI CSA junto con:
- El Área Estadística Metropolitana de Grand Rapids-Wyoming, MI MSA;
- El Área Estadística Metropolitana de Muskegon-Norton Shores, MI MSA; y
- El Área Estadística Micropolitana de Allegan, MI µSA;

totalizando 1.321.557 habitantes en un área de 20.240 km².

## Comunidades del área metropolitana
| Ciudades - Coopersville - Ferrysburg - Grand Haven - Holland - Hudsonville - Zeeland | Pueblos - Spring Lake | Lugares no incorporados - Allendale - Beechwood - Borculo - Conklin - Drenthe - Eastmanville - Jenison - Marne |